# Café Einstein Unter den Linden

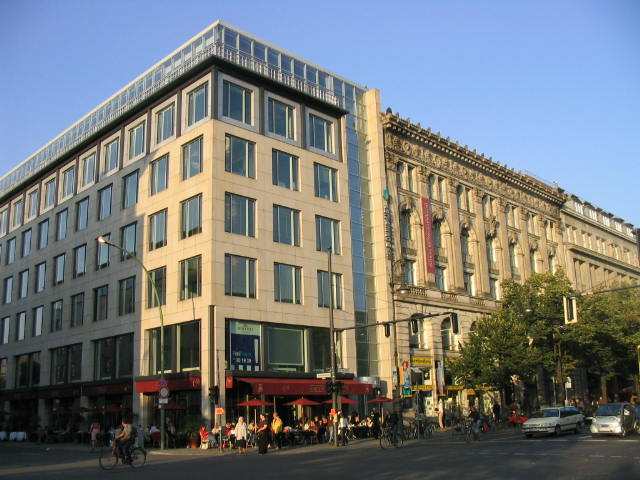
Café Einstein Unter den Linden

Das Café Einstein Unter den Linden ist ein bekanntes Caféhaus im Berliner Ortsteil Mitte am Boulevard Unter den Linden / Ecke Neustädtische Kirchstraße zwischen dem Brandenburger Tor und der Humboldt-Universität. Das Café Einstein nimmt das Erdgeschoss des Hauses Pietzsch ein, einem Büro- und Geschäftshaus, das zwischen 1993 und 1995 nach Entwürfen des Architekten Jürgen Sawade errichtet wurde.

## Geschichte
Das Café wurde 1996 von dem Regisseur, Schauspieler und Galeristen Gerald Uhlig eröffnet. Als Leiter des Restaurants wurde Dieter Wollstein verpflichtet, der bis 1990 Leiter der Protokollabteilung der Volkskammer war. Das Kaffeehaus gilt als ein Berliner Treffpunkt der Politik und Prominenz.
An das Café ist eine Galerie mit Foto-Ausstellungen angeschlossen, mit Ausstellungen u. a. von Helmut Newton, Udo Lindenberg, Helga Kneidl und Wim Wenders.
Im Café Einstein wird seit 2008 das politische WebTV-Format Café Einstein des Nachrichtenportals stern.de produziert. Seit 2009 treffen sich dort wöchentlich auch die Redakteure der Wochenzeitung Der Freitag zur Sitzung.
Anfang 2016 verkaufte Uhlig das Café Einstein Unter den Linden an ein Gastronomiekonsortium.